# Малаховский, Пётр (воевода краковский)
Пётр Малаховский (1730 — 3 декабря 1799) — государственный деятель Речи Посполитой, воевода краковский (1782—1795), каштелян войницкий (с 1780), маршалок Коронного Трибунала (1778), староста освенцимский и пржедборский.

## Биография
Представитель польского шляхетского рода Малаховских герба «Наленч». Младший сын кравчего великого коронного Адама Малаховского (1706—1767) и Анны Теофилы Росновской (ум. 1755/1756). Старший брат — староста вавольницкий Станислав Малаховский (1727—1784).
С 1741 года братья Станислав и Пётр Малаховские учились в Краковском академии. В 1749 году отец отправил Петра в рыцарскую академию в Люневиль (Лотарингия). В 1756 году Пётр Малаховский вернулся на родину и в качестве королевского генерал-адъютанта начал политическую деятельность.
В 1758 году Пётр Малаховский был избран послом на сейм от Освенцимского и Заторского княжеств. В 1764 году он был избран депутатом (послом) от Освенцимского и Заторского княжеств на сейм Репнина. В 1767 году он стал маршалком Радомской конфедерации от Освенцимского и Заторского княжеств.
В 1779 году он стал краковским депутатом в Коронном Трибунале. Член конфедерации Четырехлетнего сейма (1788—1792). Пётр Малаховский был включен в список польско-литовских сенаторов, составленный русским посланцем Яковом Булгаковым в 1792 году, на которых царское правительство могло рассчитывать во время отмены конституции 3 мая 1791 года. Консуляр генеральной коронной конфедерации в Тарговицкой конфедерации в 1792 году.
Автор ценной геральдической публикации «Zbiór Nazwisk Szlachty z Opisem Herbów własnych Familiom zostającym w Królestwie Polskim, i Wielkim Xięstwie Litewskim» (Луцк, 1790 год).
Кавалер Ордена Святого Станислава (1778) и Белого орла (1780).
Ему принадлежали села Чанец и Харменже с окрестными деревнями.

## Семья
1-я жена с 1755 года Кордула Лохоцкая (ок. 1736—1789).
2-я жена — Текла Водзицкая (ум. 1829). Оба брака были бездетными.